# Зонозавры
Зонозавры (Zonosaurus) — род ящериц семейства геррозавров. Встречается на Мадагаскаре и Сейшельских островах.

## Виды
Род включает 17 видов:
- Zonosaurus aeneus (Grandidier, 1872)
- Zonosaurus anelanelany Raselimanana, Raxworthy & Nussbaum, 2000
- Zonosaurus bemaraha Raselimanana, Raxworthy & Nussbaum, 2000
- Zonosaurus boettgeri Steindachner, 1891
- Zonosaurus brygooi Lang & Böhme, 1990
- Zonosaurus haraldmeieri Brygoo & Böhme, 1985
- Zonosaurus karsteni (Grandidier, 1869)
- Длиннохвостый зонозавр (Zonosaurus laticaudatus)[1] (Grandidier, 1869)
- Мадагаскарский зонозавр[1] (Zonosaurus madagascariensis) (Gray, 1831)
- Zonosaurus maramaintso Raselimanana, Raxworthy & Nussbaum, 2006
- Zonosaurus maximus Boulenger, 1896
- Украшенный зонозавр (Zonosaurus ornatus)[1] (Gray, 1831)
- Четырёхполосый зонозавр (Zonosaurus quadrilineatus)[1] (Grandidier, 1867)
- Красноногий зонозавр (Zonosaurus rufipes)[1] small>(Boettger, 1881)
- Zonosaurus subunicolor (Boettger, 1881)
- Трёхполосый зонозавр (Zonosaurus trilineatus) Angel, 1939
- Zonosaurus tsingy Raselimanana, Raxworthy & Nussbaum, 2000